# Nowa Słupia
Nowa Słupia è un comune rurale polacco del distretto di Kielce, nel voivodato della Santacroce.
Ricopre una superficie di 85,94 km² e nel 2004 contava 9 735 abitanti.